# Rząd Irakli Garibaszwilego
Rząd Irakli Garibaszwilego – rząd Gruzji pod kierownictwem Irakli Garibaszwilego. Został powołany 20 listopada 2013 roku w miejsce rządu Bidziny Iwaniszwilego. Był to rząd koalicyjny partii Gruzińskie Marzenie, Partii Republikańskiej, partii Nasza Gruzja – Wolni Demokraci oraz Forum Narodowego.
23 grudnia 2015 roku rząd podał się do dymisji, po czym pełnił obowiązki do czasu zaprzysiężenia nowego rządu. 30 grudnia 2015 roku Parlament Gruzji zatwierdził wybór nowego rządu pod kierownictwem Giorgiego Kwirikaszwilego, którego poparło 86 deputowanych.

## Skład rządu (w momencie ustąpienia)
Źródła:
| Funkcja                                                       | Zdjęcie | Imię i nazwisko       | Partia polityczna | Partia polityczna              | Data powołania    |
| ------------------------------------------------------------- | ------- | --------------------- | ----------------- | ------------------------------ | ----------------- |
| Premier                                                       |         | Irakli Garibaszwili   |                   | Gruzińskie Marzenie            | 20 listopada 2013 |
| Wicepremier Minister Spraw Zagranicznych                      |         | Giorgi Kwirikaszwili  |                   | Gruzińskie Marzenie            | 1 września 2015   |
| Wicepremier Minister Energii                                  |         | Kacha Kaladze         |                   | Gruzińskie Marzenie            | 20 listopada 2013 |
| Minister Finansów                                             |         | Nodar Chaduri         |                   | Gruzińskie Marzenie            | 20 listopada 2013 |
| Minister Gospodarki i Zrównoważonego Rozwoju                  |         | Dmitrij Kumsiszwili   |                   | Gruzińskie Marzenie            | 1 września 2015   |
| Minister Pracy, Zdrowia i Polityki Społecznej                 |         | Dawit Sergiejenko     | bezpartyjny       | bezpartyjny                    | 20 listopada 2013 |
| Minister Spraw Wewnętrznych                                   |         | Giorgi Mgebriszwili   |                   | Gruzińskie Marzenie            | 1 sierpnia 2015   |
| Minister Sprawiedliwości                                      |         | Tea Culukiani         |                   | Nasza Gruzja – Wolni Demokraci | 20 listopada 2013 |
| Minister Edukacji i Nauki                                     |         | Tamar Sanikidze       | bezapartyjny      | bezapartyjny                   | 20 listopada 2013 |
| Minister Uchodźstwa i Zakwaterowania                          |         | Sozar Subari          |                   | Gruzińskie Marzenie            | 26 lipca 2014     |
| Minister Ochrony Środowiska i Zasobów Naturalnych             |         | Gigla Agulaszwili     |                   | Partia Republikańska           | 1 maja 2015       |
| Minister Obrony                                               |         | Tinatin Chidaszeli    |                   | Partia Republikańska           | 1 maja 2015       |
| Minister Rozwoju Regionalnego i Infrastruktury                |         | Nodar Jawachiszwili   |                   | Gruzińskie Marzenie            | 21 kwietnia 2015  |
| Minister Rolnictwa                                            |         | Otar Danelia          | Bezpartyjny       | Bezpartyjny                    | 26 lipca 2014     |
| Minister Więziennictwa                                        |         | Kachi Kachiszwili     |                   | Gruzińskie Marzenie            | 1 sierpnia 2015   |
| Minister Kultury i ochrony Zabytków                           |         | Micheil Giorgadze     | Bezpartyjny       | Bezpartyjny                    | 26 lipca 2014     |
| Minister Sportu i Spraw Młodzieży                             |         | Tariel Chechikaszwili |                   | Gruzińskie Marzenie            | 1 maja 2015       |
| Minister Stanu ds. Integracji Europejskiej i Euroatlantyckiej |         | Dawit Bakradze        |                   | Gruzińskie Marzenie            | 15 listopada 2014 |
| Minister Stanu ds. Reintegracji                               |         | Paata Zakareiszwili   |                   | Partia Republikańska           | 20 listopada 2013 |
| Minister Stanu ds. Diaspory                                   |         | Gela Dumbadze         |                   | Nasza Gruzja – Wolni Demokraci | 26 lipca 2014     |

### Wcześniejsi członkowie
Źródła:
| Funkcja                                                       | Zdjęcie | Imię i Nazwisko      | Partia polityczna | Partia polityczna              | Kadencja          | Kadencja         |
| Funkcja                                                       | Zdjęcie | Imię i Nazwisko      | Partia polityczna | Partia polityczna              | początek          | koniec           |
| ------------------------------------------------------------- | ------- | -------------------- | ----------------- | ------------------------------ | ----------------- | ---------------- |
| Minister Gospodarki i Zrównoważonego Rozwoju                  |         | Giorgi Kwirakiszwili |                   | Gruzińskie Marzenie            | 20 listopada 2013 | 1 września 2015  |
| Minister Spraw Wewnętrznych                                   |         | Aleksandr Czikaidze  | Bezpartyjny       | Bezpartyjny                    | 20 listopada 2013 | 23 stycznia 2015 |
| Minister Spraw Wewnętrznych                                   |         | Wachtang Gomelauri   | Bezpartyjny       | Bezpartyjny                    | 26 stycznia 2015  | 22 lipca 2015    |
| Minister Spraw Zagranicznych                                  |         | Maia Pandżikidze     |                   | Gruzińskie Marzenie            | 20 listopada 2013 | 5 listopada 2014 |
| Minister Spraw Zagranicznych                                  |         | Tamar Beruchaszwili  | Bezpartyjna       | Bezpartyjna                    | 11 listopada 2014 | 1 września 2015  |
| Minister Uchodźstwa i Zakwaterowania                          |         | Dawit Darachwelidze  |                   | Forum Narodowe                 | 20 listopada 2013 | 21 lipca 2014    |
| Minister Ochrony Środowiska i Zasobów Naturalnych             |         | Chatuna Gogaladze    | Bezpartyjna       | Bezpartyjna                    | 20 listopada 2013 | 21 lipca 2014    |
| Minister Ochrony Środowiska i Zasobów Naturalnych             |         | Elgudżu Chokriszwili |                   | Gruzińskie Marzenie            | 26 lipca 2014     | 1 maja 2015      |
| Minister Obrony                                               |         | Irakli Alasania      |                   | Nasza Gruzja – Wolni Demokraci | 20 listopada 2013 | 4 listopada 2014 |
| Minister Obrony                                               |         | Mindia Janelidze     |                   | Gruzińskie Marzenie            | 5 listopada 2014  | 1 maja 2015      |
| Minister Rozwoju Regionalnego i Infrastruktury                |         | Dawit Narmania       |                   | Partia Republikańska           | 20 listopada 2013 | 14 kwietnia 2014 |
| Minister Rozwoju Regionalnego i Infrastruktury                |         | Elgudżu Chokriszwili |                   | Gruzińskie Marzenie            | 14 kwietnia 2014  | 21 lipca 2014    |
| Minister Rozwoju Regionalnego i Infrastruktury                |         | Dawit Szawliaszwili  | Bezpartyjny       | Bezpartyjny                    | 26 lipca 2014     | 21 kwietnia 2015 |
| Minister Rolnictwa                                            |         | Szalwa Pipia         | Bezpartyjny       | Bezpartyjny                    | 20 listopada 2013 | 21 lipca 2014    |
| Minister Więziennictwa                                        |         | Sozar Subari         |                   | Gruzińskie Marzenie            | 20 listopada 2013 | 21 lipca 2014    |
| Minister Więziennictwa                                        |         | Giorgi Megebriszwili |                   | Gruzińskie Marzenie            | 26 lipca 2014     | 1 sierpnia 2015  |
| Minister Kultury i Ochrony Zabytków                           |         | Guram Odiszaria      |                   | Gruzińskie Marzenie            | 20 listopada 2013 | 21 lipca 2014    |
| Minister Sportu i Spraw Młodzieży                             |         | Lewan Kipiani        |                   | Gruzińskie Marzenie            | 20 listopada 2013 | 1 maja 2015      |
| Minister Stanu ds. Integracji Europejskiej i Euroatlantyckiej |         | Aleksy Petiraszwili  |                   | Nasza Gruzja – Wolni Demokraci | 20 listopada 2013 | 4 listopada 2014 |
| Minister Stanu ds. Diaspory                                   |         | Kote Surguladze      |                   | Nasza Gruzja – Wolni Demokraci | 20 listopada 2013 | 21 lipca 2014    |